# Església Catòlica Romana

Branques del cristianisme

L'Església Catòlica Romana o, simplement, Església Catòlica és la principal església i denominació religiosa del cristianisme. El 2019 hi havia gairebé 1.100 milions de catòlics batejats arreu del món. És una de les institucions internacionals més antigues i grans del món i ha tingut un paper destacat en la història i el desenvolupament de la civilització occidental. Es compon de 24 esglésies sui iuris, incloent-hi l'Església Llatina i 23 esglésies catòliques orientals, que es divideixen en gairebé 3.500 diòcesis i eparquies arreu del món. El bisbe de Roma, designat amb el títol de «papa», és el cap del catolicisme, mentre que el bisbat de Roma, o Santa Seu, és l'autoritat governant central de l'església. L'òrgan administratiu de la Santa Seu, la cúria romana, té la seu a la Ciutat del Vaticà, una ciutat estat enclavada a Roma que té el papa com a cap d'estat.
El credo de Nicea resumeix els articles essencials del catolicisme. L'Església Catòlica sosté que és l'església fundada per Jesucrist en la seva gran missió, una, santa, catòlica i apostòlica, que els seus bisbes són els successors dels apòstols i que el papa és el successor de sant Pere, a qui Jesucrist donà la primacia. Es reivindica com a practicant de la fe cristiana original transmesa pels apòstols i com a guardiana infal·lible de la fe a través dels textos sagrats i la tradició apostòlica, seguint-ne la interpretació autèntica del magisteri de l'Església.
Actualment, el papa és Lleó XIV, que és el que té l'autoritat suprema en col·laboració amb el Col·legi dels Bisbes, dels quals és el cap. La comunitat catòlica es compon d'un ministeri ordenat i dels laics, i els membres d'ambdós grups poden pertànyer a l'organització de comunitats religioses.
L'Església defineix la seva missió de difondre l'evangeli de Jesucrist, l'administració dels sagraments i l'exercici de la caritat. Opera en programes socials i institucions d'arreu del món, incloent-hi les escoles catòliques, universitats, hospitals, missions i centres d'acollida, així com ajudes a les famílies, pobres, ancians i malalts.
Amb una història que abasta gairebé dos mil anys, l'Església és «la institució més antiga i més gran del món», i ha tingut un paper prominent en la història de la civilització occidental, almenys des del segle iv. Al segle xi, una divisió important, que s'ha anomenat el Gran Cisma, es va produir entre cristianisme oriental i occidental. D'aquestes esglésies orientals, les que van mantenir o restablir la comunió amb el Papa són conegudes com a Esglésies Catòliques Orientals, mentre que les que segueixen sent independents de l'autoritat papal són conegudes com a ortodoxes. Al segle xvi, en part com a resposta a l'ascens de la Reforma Protestant, l'Església comença el seu propi procés substancial de la reforma i renovació, conegut com la Contrareforma.

## Etimologia
La paraula «església» (ekklèsia, del grec ek-kalin - 'trucar a fora') significa 'convocació'. Designa l'assemblea del poble, de caràcter religiós. És el terme sovint utilitzat en el text grec de l'Antic Testament per designar l'assemblea del poble triat a la presència de Déu, sobretot quan es tracta de l'assemblea del Sinaí, on Israel va rebre la Llei i va ser constituït per Déu com el seu poble sant. Donant-se a si mateixa el nom d'«Església», la primera comunitat dels que creien en Crist es reconeix hereva d'aquella assemblea. En ella, Déu «convoca» al seu poble des de tots els confins de la terra. El terme Kiriaké, del que deriven les paraules church, en anglès, i Kirche, en alemany, que significa 'la del Senyor'.
El terme «catòlic» prové del grec καθολικός (katholikós), que significa 'universal'. Ignasi d'Antioquia dona l'any 110 el testimoni més antic d'aquest nom: «On estigui el bisbe, estigui la multitud, així com on estigui Jesucrist estigui l'Església Catòlica». En els tres primers segles de l'Església els cristians deien: «cristià és el meu nom, catòlic el meu sobrenom». Posteriorment es va usar el terme «catòlic» per distingir d'altres grups cristians les doctrines diferien de la línia principal (com els Gnosticismes).

## Característiques

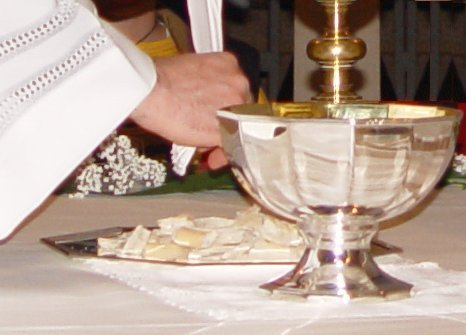
Eucaristia

L'Església catòlica es veu a si mateixa i es proclama com la congregació de tots els que creuen en Crist, dins de la qual els hòmens podem recórrer el camí espiritual cap a Déu vivint l'amor recíproc i per mitjà de l'administració dels sagraments (baptisme, eucaristia, confirmació, penitència, Matrimoni canònic, ordenació sacerdotal i unció dels malalts), a través dels quals Déu atorga la gràcia al creient.
L'Església Catòlica considera que té encomanada la missió d'elaborar, impartir i propagar l'ensenyament cristià, així com la de tenir cura de la unitat dels fidels. Cal també disposar la gràcia dels sagraments als seus fidels per mitjà del ministeri dels seus sacerdots. A més, l'Església Catòlica es manifesta com una estructura piramidal, en la qual ha de vetllar per mantenir la unitat de tots els fidels i la seva obediència a la doctrina oficial. L'autoritat per ensenyar o Magisteri de l'Església basa els seus ensenyaments tant en les Sagrades Escriptures com en la Sagrada Tradició.
L'Església Catòlica es considera a si mateixa com l'església fundada originalment per Jesús amb els Apòstols, entre els que Simó Pere, va ocupar el càrrec d'apòstol major. L'Església també considera que els seus bisbes, a través de la successió apostòlica, es consagren com els successors d'aquests apòstols, i que el bisbe de Roma, com a successor de Pere, té una primacia en la jurisdicció universal i l'atenció pastoral. Alguns historiadors del cristianisme recolzen aquesta opinió, mentre que altres no n'estan d'acord.
Les doctrines de l'Església han estat definides a través de diversos concilis ecumènics, seguint l'exemple dels primers apòstols en el Concili de Jerusalem. Sobre la base de les promeses fetes per Jesús als seus apòstols, que es descriu en els Evangelis, l'Església creu que és guiada per l'Esperit Sant i així protegits de caure en l'error doctrinal.
Les creences catòliques es basen en el dipòsit de la fe (que conté tant la Santa Bíblia i la Sagrada Tradició) heretat de l'època dels Apòstols, que són interpretats pel magisteri de l'Església. Aquestes creences es resumeixen en el Credo de Nicea i formalment es detalla en el Catecisme de l'Església Catòlica. Formal culte catòlic es denomina la litúrgia. L'Eucaristia és el centre del culte catòlic. És un dels Set Sagraments que marquen les etapes clau en la vida dels creients.
Encara que l'Església sosté que és "una, santa, catòlica i apostòlica", fundada per Jesús i en la qual es troba la plenitud dels mitjans de salvació, també reconeix que l'Esperit Sant pot fer ús d'altres comunitats cristianes per portar a la gent a la salvació. Es creu que és cridat per l'Esperit Sant per treballar per la unitat entre tots els cristians, un moviment conegut com l'ecumenisme. Enfront de les qüestions modernes de l'Església són el laïcisme, l'avortament, l'eutanàsia, el control de la natalitat, i l'ètica sexual.

### Atributs de l'Església catòlica
D'acord amb el catecisme de l'Església catòlica, aquesta és Una, Santa, Catòlica i Apostòlica. Aquests quatre atributs, inseparablement units entre si, indiquen trets essencials de l'Església i de la seva missió.
Els catòlics professen la seva fe en els quatre atributs de l'Església catòlica a través del Credo dels Apòstols i del Credo de Nicea-Constantinoble, i per això les té com a article o dogma de fe. Els quatre atributs de l'Església Catòlica són:
- Unitat: L'Església és una a causa del seu origen, Déu mateix. Déu és un. És una causa del seu fundador, Crist. L'apòstol Sant Pau, en la seva Primera Carta als Corintis, fa referència a l'Església com a Cos de Crist. "Les parts del cos són moltes, però el cos és un; per moltes que siguin les parts, totes formen un sol cos".[32] En una altra carta, també Pau ensenya sobre aquest atribut: mantinguin entre vostès llaços de pau i romanguin units en el mateix esperit. Un sol cos i un mateix esperit, perquè vostès han estat cridats a una mateixa vocació i una mateixa esperança. Un sol Senyor, una sola fe, un sol baptisme, un sol Déu i Pare de tots, que està per damunt de tots, que actua per tots i està en tots. (Ef. 4, 3-6). Crist mateix ensenya i prega per aquesta unitat característica de l'Església fundada per Ell: Que tots siguin un, com tu, Pare, estàs en mi i jo en tu. Que ells també siguin un en nosaltres, perquè el món cregui que tu m'has enviat.[33]
- Santedat: l'Església Catòlica, malgrat els errors i faltes de cadascun dels creients que encara peregrinen a la Terra, és en si mateixa santa doncs Sant és el seu fundador i sants són les seves finalitats i objectius. Així mateix, és santa mitjançant els seus fidels, ja que ells realitzen una acció santificadora. En l'Església Catòlica és qui conté la plenitud total dels mitjans de salvació, i on s'aconsegueix la Santedat per la gràcia de Déu. És Santa perquè els seus membres estan cridats a ser sants.
- Catòlica: amb el significat de "universal" l'Església Catòlica és catòlica quan busca anunciar la Bona Nova i rebre en el seu si a tots els éssers humans, de tot temps i en tot lloc; onsevulla que es trobi un dels seus membres, allà està present l'Església Catòlica. I també, com ho assenyala el Catecisme de l'Església Catòlica, és catòlica perquè Crist és present en ella, el que implica que l'Església Catòlica rep d'Ell la plenitud dels mitjans de salvació.
- Apostòlica: l'Església Catòlica va ser fundada per Crist sobre el fonament de Pere, Cap dels Apòstols, i constituint en autoritat i poder a tot el Col·legi Apostòlic; asseguren que Pere i els altres Apòstols tenen en el Papa i dels Bisbes als seus successors, que exerceixen la mateixa autoritat i el mateix poder que en el seu dia van exercir els primers, provinent directament de Crist. També és apostòlica perquè guarda i transmet els ensenyaments sentits als apòstols.

Aquests atributs es troben en totes les Esglésies particulars que engloba l'Església catòlica, que són les Esglésies particulars de l'Església catòlica Romana (Ritu Llatí) i les Esglésies Rituals autònomes (Ritus Orientals); totes elles tenen en comú els esmentats atributs o característiques essencials i l'autoritat suprema del Papa com vicari de Crist a la Terra.
Per tant, l'Església catòlica es considera a si mateixa com a hereva de la tradició i la doctrina de l'església primitiva fundada per Jesucrist.

## Orígens i finalitats

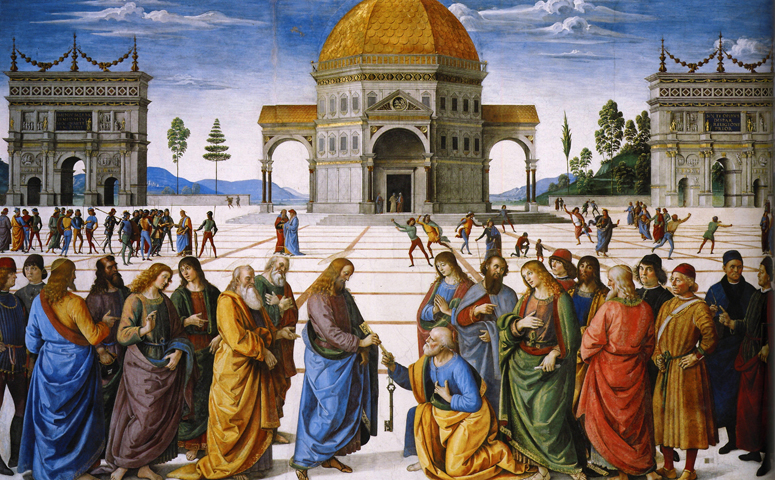
Fresc (1481-1482) de Pietro Perugino a la Capella Sixtina, mostrant a Jesús donant les claus del cel a Sant Pere.

Segons la doctrina catòlica, l'Església va ser fundada per Jesús. "La raó fonamental per a ser catòlic és el fet històric que l'Església Catòlica va ser fundada per Crist, va ser la invenció de Déu, no de l'home ... Com el Pare li va donar autoritat a Crist, Crist va transmetre als seus apòstols, i va passar als successors que designi com a bisbes. El Nou Testament registra el seu nomenament dels dotze apòstols i donar-los autoritat per continuar el seu treball. Un d'ells, Simó Pere, es va fer al seu cap quan Jesús va proclamar "sobre aquesta roca edificaré la meva església ... jo et donaré les claus del Regne del cel ...". En el punt de vista catòlic, la vinguda de l'Esperit Sant sobre els apòstols en un esdeveniment conegut com a Pentecosta va marcar el començament de l'Església i tots els bisbes degudament consagrat des de llavors són considerats els successors dels apòstols. La narració tradicional llocs de Pere a Roma, on va fundar una església i va servir com el primer bisbe de la Seu de Roma, més tard Linus consagrar com el seu successor, començant així la línia dels Papes.
Els elements d'aquest relat tradicional d'acord amb l'evidència històrica supervivent que inclou els escrits de Pau de Tars, diversos primers Pares de l'Església (entre ells el papa Climent I), i algunes evidències arqueològiques. El consens dels experts general és que el relat de Mateu de Jesús posada en marxa de Pere és l'únic autèntic. Alguns historiadors afirmen que el cristianisme de l'Església Catòlica es remunta a la consagració de Jesús de Pere, alguns que Jesús no va fundar una església en la seva vida, però ofereix un marc de creences, mentre que altres no fan un judici sobre si l'Església va ser fundada per Jesús, sinó d'acord amb l'opinió tradicional que el papat es va originar amb Pere. Aquests afirmen que Roma no hi pot haver tingut un bisbe fins després de l'edat apostòlica i suggerir l'oficina papal pot haver estat sobreposat per la narració tradicional a l'Església primitiva, encara que alguns reconeixen que l'oficina papal efectivament havia sorgit per la Dècada del 150.
L'Església creu que la seva missió es basa en el mandat de Jesús als seus seguidors per propagar la fe en tot el món: "Per tant, aneu i feu deixebles a totes les nacions, batejant-los en el nom del Pare i del Fill i de l'Esperit Sant, ensenyant-los a observar tot el que jo us he manat, i heus aquí jo estic amb vosaltres cada dia fins a la fi de l'època." El Papa Benet XVI resumeix aquesta missió com una triple responsabilitat de proclamar la paraula de Déu, celebrar els sagraments i l'exercici de la caritat. Com a part del seu ministeri de la caritat, l'Església dirigeix els organismes de tot el món, com ara Caritas Internationalis, les subsidiàries nacionals inclouen CAFOD i Catholic Relief Services. Altres institucions inclouen escoles catòliques, les universitats catòliques, Caridades Catòliques, la Societat de Sant Vicenç de Paül, Trobada Matrimonial, hospitals, orfenats, asils d'ancians, albergs per indigents, així com els ministeris als pobres, les famílies, els ancians, les víctimes de la SIDA, i embarassades i dones maltractades.

## Organització

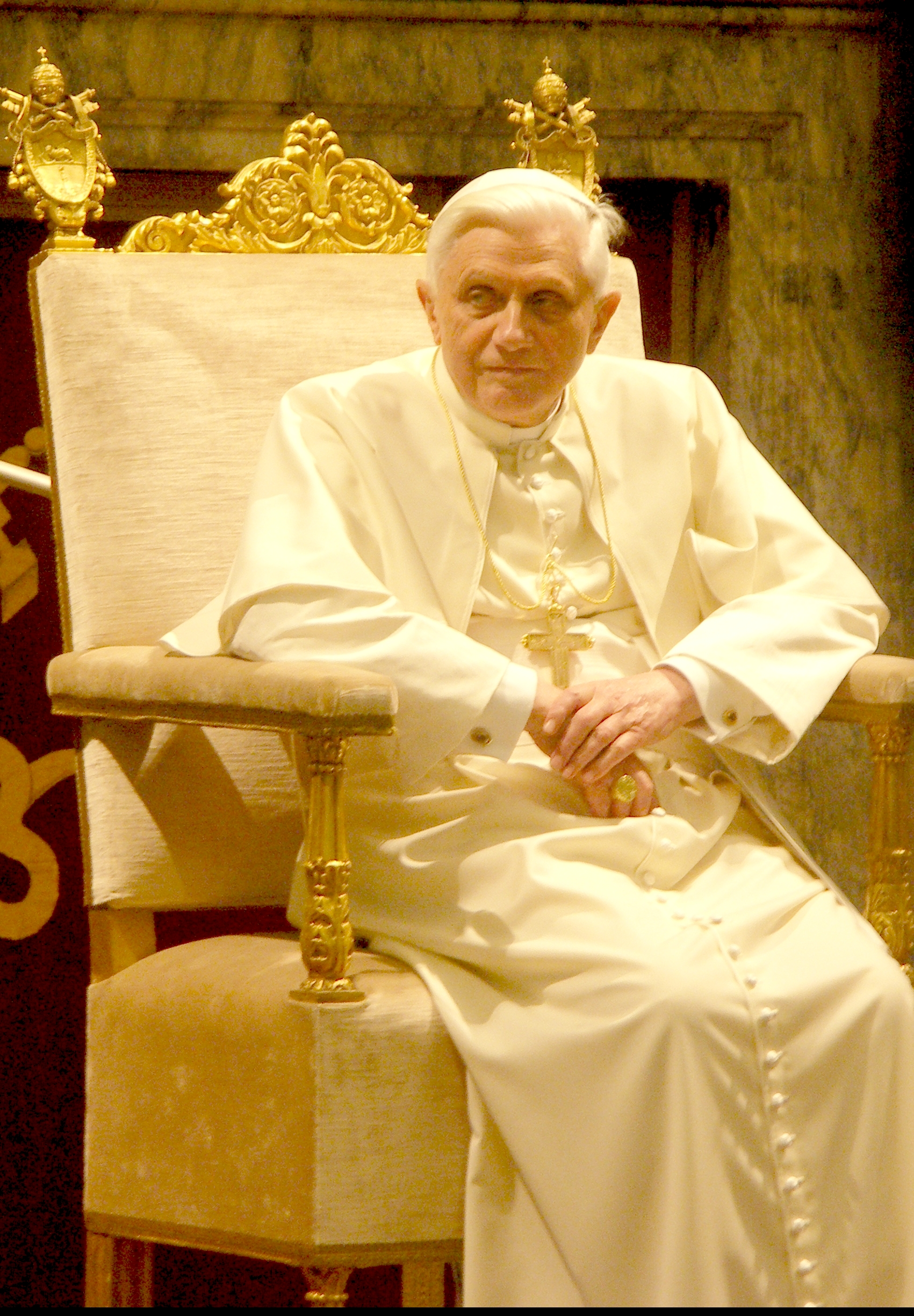
El Papa emèrit Benet XVI.

L'Església catòlica té membres en tots els països de la Terra, encara que la seva presència varia des de majoritària en alguns a gairebé nul·la en altres. És una organització jeràrquica en la qual el clergat ordenat està dividit en bisbes, preveres i diaques.
El clergat està organitzat de forma jeràrquica, però té en compte la comunió dels fidels. Cada membre del clergat depèn d'una autoritat superior, però l'autoritat superior ha d'exercir el seu govern tenint en compte la comunitat, a través de consultes, reunions, intercanvi d'idees.
Territorialment, l'Església catòlica s'organitza en diòcesis o Esglésies particulars, cadascuna sota l'autoritat d'un bisbe, algunes d'aquestes, de major rang, són anomenades Arxidiòcesi (aquestes també poden estar sota l'autoritat d'un arquebisbe). A les esglésies orientals catòliques, solen anomenar eparquies i arxieparquies, respectivament. Actualment (maig 2010), hi ha 2.807 diòcesis, de les quals 622 són Arxidiòcesi. La diòcesi de Roma, que inclou a la Ciutat del Vaticà, és la Seu Papal. Així mateix, hi ha 9 Patriarcats (3 llatins i 6 de ritus orientals), 9 Exarcats patriarcals i 5 territoris dependents de Patriarques.
Alguns territoris, sense arribar a considerar-diòcesi, funcionen en la pràctica com a tals: són les prelatures i abadies territorials, regides per un prelat o un abat, respectivament. Actualment, hi ha 46 prelatures territorials, més del 80% a Amèrica Llatina (sobretot al Brasil i Perú), i 11 abadies territorials, principalment a Itàlia, així com 1 prelatura personal (la Prelatura de la Santa Creu i Opus Dei), amb seu a Itàlia, 35 ordinariats militars i 8 ordinariats per als fidels de ritus orientals.
Les diòcesis es poden agrupar en províncies eclesiàstiques i aquestes, al seu torn, en regions eclesiàstiques. L'Arxidiòcesi que presideix una província eclesiàstica és anomenada metropolitana. De vegades, la província eclesiàstica està conformada únicament per l'Arxidiòcesi metropolitana. De les 622 Arxidiòcesi existents, 541 són metropolitanes, 4 són archieparquies majors (una d'elles té a més 3 Exarcats archiepiscopals, a Ucraïna) i les restants 77 són anomenades Arxidiòcesi archiepiscopals.
Els territoris on l'organització de l'Església encara no és suficient per erigir una diòcesi (o una eparquia) són dirigits per un vicari (o Exarcat) i són anomenats vicariats (o Exarcats) apostòlics; actualment hi ha 87 Vicariat Apostòlics (a Amèrica, Àfrica i Àsia) i 16 Exarcats apostòlics (a Amèrica, Àsia i Europa). Si l'organització és molt incipient, s'erigeixen prefectures apostòliques (actualment n'hi ha 39, gairebé les tres quartes parts a la Xina). Per raons greus, s'erigeixen administracions apostòliques estables (actualment n'hi ha 8), a més, hi ha l'Administració Apostòlica Personal de Sant Joan Maria Vianney, al Brasil. En els territoris en què l'Església encara no ha penetrat oficialment, s'organitzen missions independents sui iuris (actualment n'hi ha 9).
El govern de l'Església Catòlica resideix en els sacerdots:
- Els bisbes: s'encarreguen de cada diòcesi. Són ajudats pels preveres i els diaques. Cap bisbe, encara que hagi estat nomenat cardenal, té autoritat sobre un altre, sinó que cadascun depèn directament del Papa.
- Els cardenals: ajuden al Papa en l'acció pastoral de l'Església Catòlica universal i en l'administració del Vaticà i la Cúria Romana. Quan el Papa mor, elegeixen el successor en un conclave. Col·lectivament formen el Col·legi Cardenalici. Els cardenals són elegits personalment pel Papa.
- El papa: és elegit pel Col·legi de Cardenals, reunit en conclave. El 1871, el Concili Vaticà I va fer èmfasi particular sobre la ja existent doctrina de la infal·libilitat papal, la qual cosa ha generat fins al dia d'avui grans polèmiques. Ell desenvolupa el seu ministeri coadjuvat per dos grups de col·laboradors: els cardenals i el concili ecumènic.
- El concili ecumènic: assemblea de tots els bisbes del món presidida pel Papa, és convocat quan s'ha de prendre les decisions més importants, en matèria de fe (dogmes) i de moral.

Els bisbes d'un país es poden organitzar en una conferència episcopal (o assemblea d'Ordinaris, a l'Orient), els càrrecs són electius entre els bisbes de la mateixa nació. També hi ha organitzacions interdiocesanes que involucren a més d'un país. Tenint així: 
- 113 Conferències Episcopals.
- 6 Assemblees d'Ordinaris.
- 6 Sínodes patriarcals, 1 per cada Església Patriarcal (aquelles esglésies orientals encapçalades per un Patriarcat).
- 4 Sínodes Archiepiscopals Majors, 1 per cada Església Archiepiscopal Major (aquelles esglésies orientals encapçalades per una Archieparquia Major).
- 2 Concilis d'Esglésies (ritus etíop i rutens).
- 14 Conferències Internacionals diverses.

En algunes regions rep ajuda econòmica de l'Estat i en altres és autosuficient, fet que ha provocat nombroses polèmiques històriques.

## Litúrgia
El centre del catolicisme romà és el servei litúrgic de la missa o de l'eucaristia. Cada diumenge, i cada dia de precepte, els catòlics tenen l'obligació de participar d'aquesta celebració. L'Església catòlica ensenya que la missa és la renovació del sacrifici del Calvari sobre l'altar, i la forma més perfecta per a complir les quatre obligacions de l'home a Déu: adoració, acció de gràcies, remoció de pecats i petició. Per al catolicisme, durant l'eucaristia, els elements del pa i el vi són transformats en el cos i en la sang de Crist, doctrina coneguda com la transsubstanciació. Atès que creuen que l'eucaristia és realment i veritablement Crist mateix en substància, sota l'aparença del vi i del pa, els catòlics ofereixen adoració i lloança a l'eucaristia, ja que és el Crist ressuscitat i, per tant, no és considerat idolatria. Per als protestants, per contra, l'eucaristia és una representació o commemoració del sacrifici de Crist, però, el pa i el vi no es transformen en el seu cos ni la seva sang.

## Doctrina

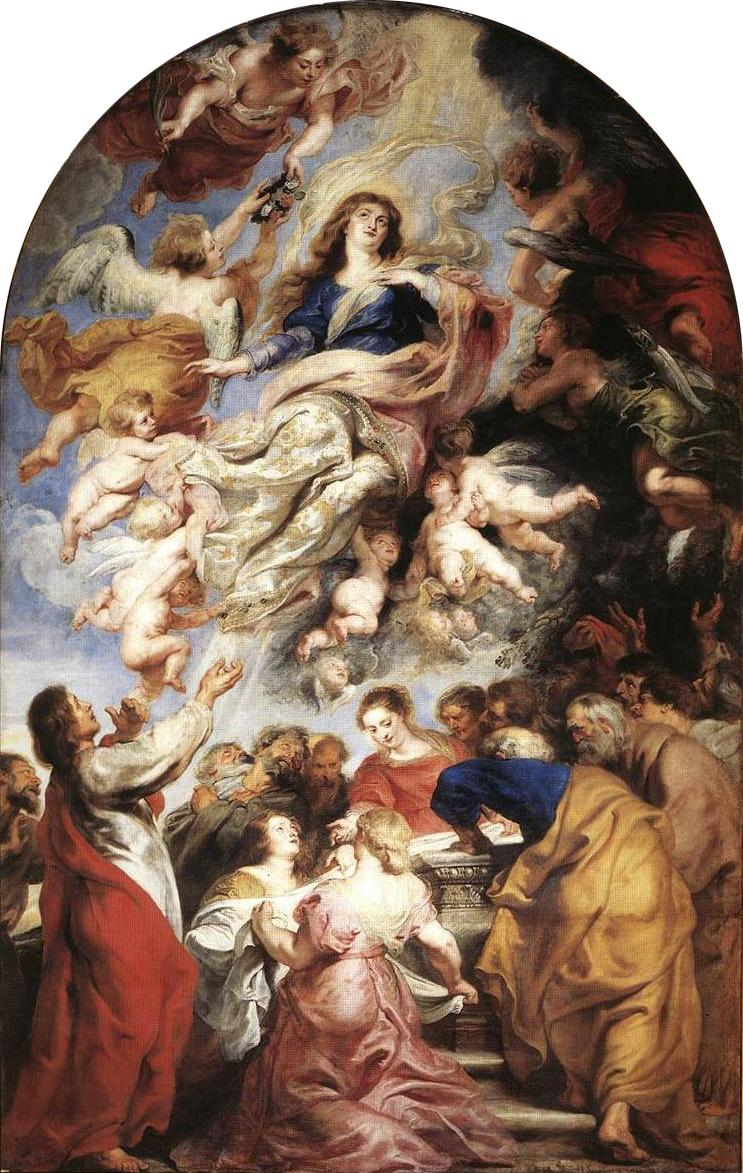
Ascenció de Maria, de Ticià

En la teologia catòlica, el dipòsit de la fe (és a dir, els dogmes i les creences de l'Església), s'expressen per mitjà de la Bíblia i per mitjà de la sagrada tradició. Els catòlics creuen que Jesús va transmetre tota la fe catòlica als apòstols: una porció es troba a la Bíblia, i l'altra a la tradició i a les pronunciacions dels successors dels apòstols (principalment del papa).
L'Església ensenya que la salvació i la vida eterna és la voluntat de Déu per a tothom. La salvació és l'essència de la gràcia, un do de Déu, per mitjà del sacrifici de Jesús. Els catòlics creuen que el baptisme dona la renovació i el perdó dels pecats i l'admissió a l'Església. El creient catòlic ha de buscar el perdó dels seus pecats i participar dels sagraments constantment. També creuen que les obres meritòries són necessàries per a la salvació a la terra i al purgatori.
Els catòlics creuen que Déu està obrant activament arreu del món. La verge Maria, que pels catòlics és la mare de Déu, i els sants, poden escoltar les peticions dels creients. Maria és considerada també la mare espiritual de tots els creients catòlics. Pels catòlics un cristià que mor en gràcia, sense haver confessat cap pecat mortal, pot heretar la vida eterna, però, haurà de ser purificat per un període, abans d'entrar al cel, al purgatori. Aquestes doctrines no són acceptades per cap denominació del protestantisme.
El catolicisme no accepta els mètodes anticonceptius artificials, però si els naturals. Condemna l'homosexualitat, l'eutanàsia, i l'avortament. A diferència de la resta de les denominacions cristianes, els sacerdots catòlics no poden contreure matrimoni, tot i que es poden ordenar com a diaques homes casats.

## Nombre de catòlics
Segons l'Anuari Pontifici del 2013 el nombre de catòlics al món va passar de 1.196.000.000 l'any 2010 a 1.214.000.000 catòlics el 2011, amb un augment de 18 milions de fidels. El 2008 n'hi havia 1.166 milions.
L'Església catòlica comptabilitza com catòlics a tots els batejats en l'Església que no hagin fet acte formal de defecció d'ella, encara que no assisteixen als seus actes, no reben els seus sagraments, no bategen als seus fills, no viuen d'acord amb els seus ensenyaments i no reconeixen els ensenyaments bàsics de la fe, fins i tot rebutjant-lo. Segons l'Església malgrat tot això els compte com a membres perquè no es considera un grup de perfectes, sinó de pecadors:
| «              | Jesús els digué: "No són els sans els que necessiten el metge, sinó els malalts. No he vingut a cridar els justos, sinó els pecadors, perquè es converteixin" | » |
| — Lluc 5,31-32 | |   |

Per a l'Església Catòlica tots els batejats són considerats membres de l'Església amb caràcter general, tants drets com deures. El mateix succeeix amb la primera comunió. També pot ser que sigui un acte social per certs grups socials el matrimoni eclesiàstic, però els que ho fan són adults que actuen sense més pressió que el costum i són responsables dels seus actes (no era així quan, en règims polítics catòlics, el matrimoni eclesiàstic era l'única forma per als batejats de legalitzar la unió conjugal, i la unió de fet un delicte). Però celebrar la primera comunió o el matrimoni eclesiàstic, amb sincera devoció o sense, no és el que els fa catòlics, sinó el baptisme, i el no celebrar tampoc automàticament exclou de l'Església catòlica, finalment depèn de cada catòlic i la seva fe la forma en què es rep cada sagrament.
És possible abandonar l'Església mitjançant un acte: «un acte formal» de defecció, segons és regulat en el Codi de dret canònic, complint amb la manifestació formal de la voluntat de realitzar aquest acte davant l'autoritat eclesiàstica competent. Tot i haver realitzat declaració d'apostasia, segons el dret canònic, el vincle sacramental de pertinença a l'Església donat pel baptisme perdura, atès el seu caràcter sacramental indeleble.
L'excomunió és una pena medicinal, una mesura amb la finalitat de la conversió, no l'expulsió. Per això només inhabilita per a prendre part de ple en les activitats de la comunitat, però l'excomunicat segueix sent considerat membre de l'Església Catòlica.
Alguns crítics opinen que els que no accepten tots els principis del catolicisme no haurien d'anomenar-se catòlics, els que no realitzen l'acte formal de defecció poden amb total llibertat personal considerar-se encara dins de l'Església Catòlica, igual que aquells catòlics les infidelitats intel·lectuals i morals són molt menys notables i altres que es declaren catòlics només com una etiqueta d'identitat cultural.
La doctrina de l'Església Catòlica exigeix dels fidels l'acceptació del Magisteri (la doctrina oficial), sent delicte d'heretgia «la negació pertinaç, després de rebut el baptisme, d'una veritat que ha de creure's amb fe divina i catòlica, o el dubte pertinaç sobre la mateixa» (cànon 751 del Codi de Dret Canònic). Actualment, només s'inicien accions disciplinàries contra els teòlegs catòlics que defensen, amb certa influència, idees alternatives en aquests terrenys, privats de l'autoritat d'ensenyar amb el títol de professors de teologia catòlica, però no respecte als fidels comuns, per molta que sigui la seva rellevància pública, contra els quals pot aplicar només penes espirituals.
A Alemanya 1.780.000 de catòlics, amb una declaració feta davant de l'autoritat civil i reconeguda pels bisbes, han «sortit de l'Església Catòlica» des del 1990 per evitar l'impost eclesiàstic (que de mitjana s'eleva a 9% de la renda imposable): 143.500 el 1990, 192.766 el 1992, 168.244 el 1995, 101.252 el 2004, any en el qual 141.567 protestants van fer el mateix pas.
En altres països, mentre generalment les persones s'allunyen de l'Església Catòlica sense desitjar tallar formalment la seva connexió amb ella, algunes associacions d'ateus o escèptics i alguns grups protestants animen a lliurar contra declaracions d'apostasia o heretgia. Només amb la carta circular del Pontifici Consell per a la Interpretació dels Textos Legislatius del 13 de març de 2006 es va fer totalment clar el procediment eclesiàstic a seguir en aquests casos.

### Presència arreu del món

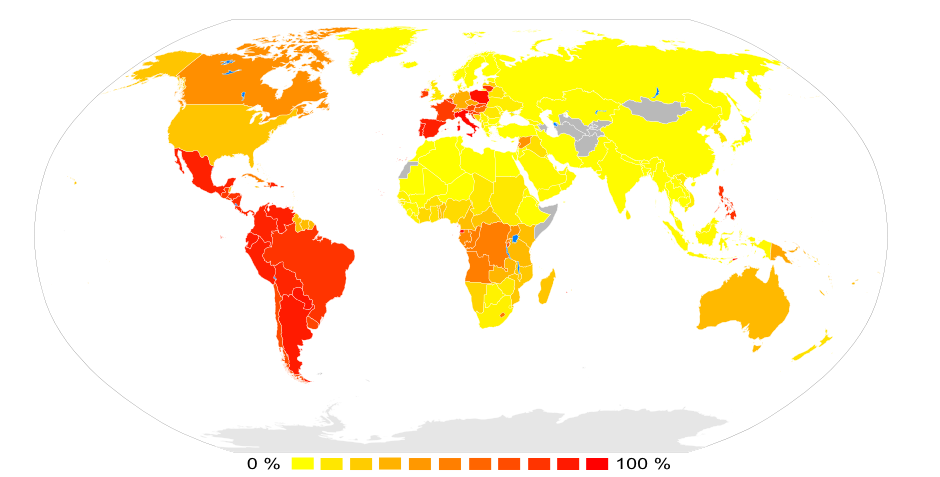
Mapa que mostra el percentatge de catòlics en els diferents països (Colors aproximats).

El nombre total teòric de catòlics, si es prenen com a tals als batejats, en el món és de més de mil milions, concentrant-se en els continents d'Europa i Amèrica i en països en vies de desenvolupament. En els últims anys, hi ha hagut un augment de catòlics pel que fa a la població a l'Àfrica.
A Europa, els batejats com catòlics són majoritaris en la població dels següents països: Andorra, Àustria, Bèlgica, Croàcia, Eslovàquia, Eslovènia, Espanya, França, Gibraltar, Hongria, Irlanda, Itàlia, Liechtenstein, Lituània, Luxemburg, Malta, Mònaco, Polònia, Portugal, San Marino. A Alemanya, República Txeca, Països Baixos, Suïssa, i Irlanda del Nord, estan representats per nombres similars als dels protestants.
Als països de parla anglesa i en general a la Mancomunitat Britànica de Nacions (en anglès, Commonwealth of Nations) el catolicisme no ha prosperat arran del desacord històric d'Enric VIII amb l'autoritat espiritual del Vaticà.
La major part de la població d'Amèrica Llatina es considera catòlica en major o menor grau (exceptuant Cuba, on el catolicisme s'estén a poc més de la meitat de la població). El país amb major quantitat de catòlics en el món és Brasil (139.500.000 Catòlics)
A Àsia, els països catòlics com Filipines (antiga colònia espanyola) i Timor Oriental (antiga colònia portuguesa) estan envoltats de països musulmans, en altres, com Líban, només ho són la meitat de la població i a Palestina i Síria, hi ha petites minories destacables, i una mica menors encara a Corea, Índia, i el Vietnam.
A l'Àfrica, els catòlics majoritaris en la població dels seus països estan a Angola, Burundi, Cap Verd, Guinea Equatorial, Lesotho, Reunió, São Tomé i Príncipe i Seychelles. El total de catòlics africans és d'uns 140 milions.

## Congregacions i ordres

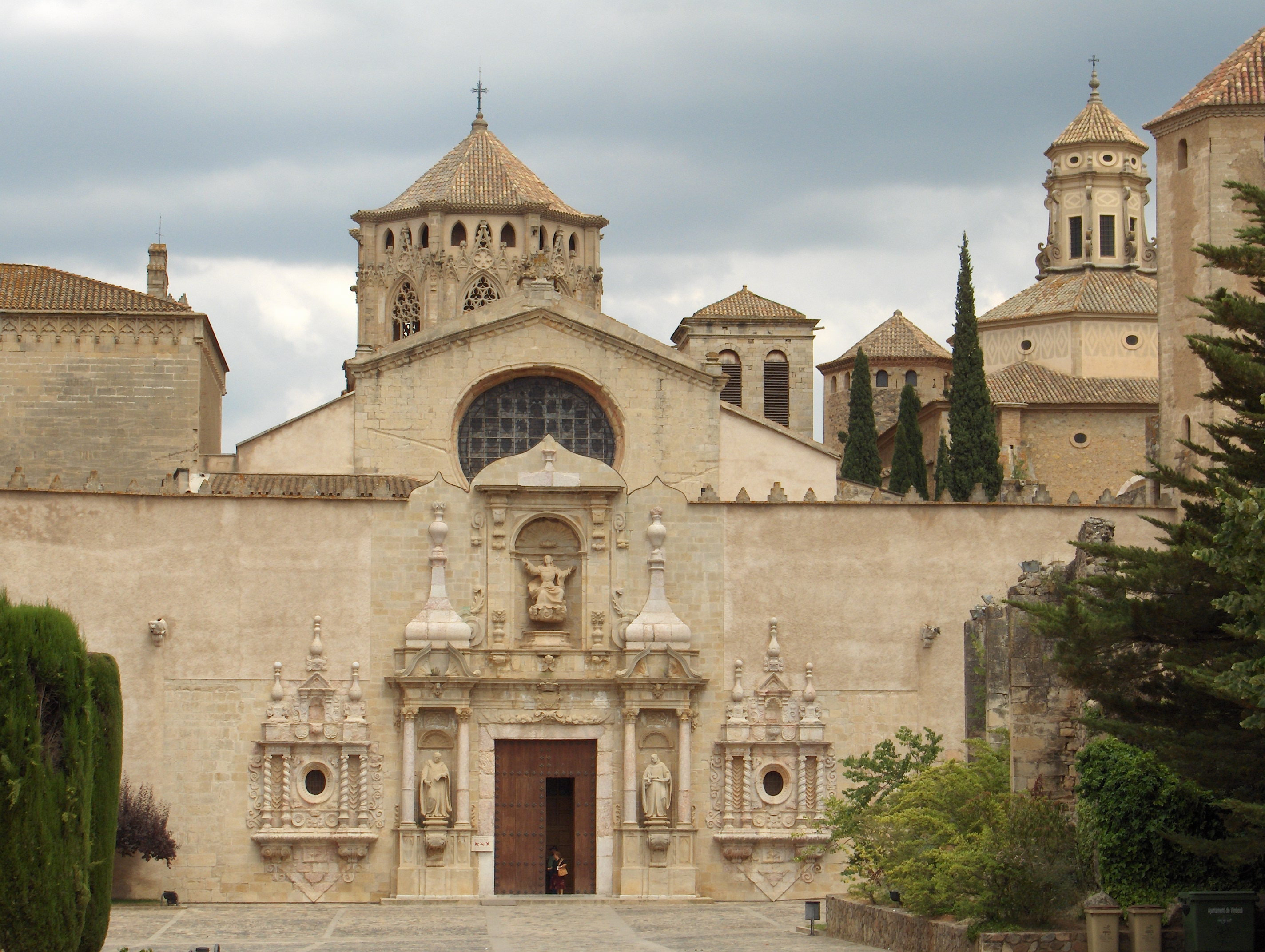
Monestir de Poblet Fundat per l'Orde del Cister

Els ordes religiosos no pertanyen a l'organització jeràrquica de l'Església Catòlica. Poden ser de dos tipus: 
- Ordes religiosos de dret diocesà: depenen del bisbe de la diòcesi en què han estat reconegudes.
- Ordes religiosos de dret pontifici: depenen directament del Papa, tot i que han de treballar en comunió amb els bisbes de les diòcesis en què actuen.

Les congregacions i els ordes religiosos són establertes d'acord amb els tres vots bàsics de pobresa, castedat i obediència. La seva fundació és d'ordre diví acord amb el qual ha de demostrar la santedat del fundador i el mandat celestial exprés, que es concreta en constitucions que han de ser obeïdes en la lletra i el cor. Després del renaixement, els nous moviments fundats deixen de rebre el nom ordre i es diuen congregacions. No totes les congregacions fan el vot de pobresa, algunes fan només un compromís de pobresa utilitària.
Dins de l'Església Catòlica es troben molts ordes religiosos monàstics de frares i monges, i també congregacions i instituts de vida religiosa. Els seus membres solen fer els vots d'obediència, pobresa i castedat, de totes maneres els vots a realitzar queden a disposició de la cada institució. Tots ells dediquen les seves vides totalment a Déu. Altres pràctiques religioses inclouen el dejuni, la meditació, l'oració, la penitència i la peregrinació.
La finalitat fonamental dels membres de les ordres i congregacions és salvar la seva pròpia ànima i ser exemple salvífic per a tota la societat precisament amb la seva pobresa, castedat i obediència, viscudes d'acord amb el carisma específic de la constitució de cada ordre o congregació.

## Finançament
La contribució de l'Estat al sosteniment econòmic de l'Església catòlica té explicacions diverses segons la història i cultura de cada país, i en cada cas té un abast diferent. A Alemanya la relació Església-Estat és major pel predomini de la Unió Democràtica Cristiana des de fa molts anys. Als catòlics que es declaren com a tals els graven en forma d'impost les seves donacions (a l'Església Evangèlica i Protestant també). Per evitar-ho molts alemanys han deixat expressament l'Església, ja que els que no professen la religió no contribueixen.
A l'Argentina, els bisbes ordenats abans de 1994 reben un haver salarial i després jubilatori, assignat i pagat directament per l'Estat argentí, equivalent al d'un jutge de primera instància (aproximadament 1.300 euros mensuals).
A Xile, a més de les almoines i col·lectes a cada església local o a nivell nacional, els fidels i qualsevol persona en general tenen la possibilitat de donar voluntàriament a l'Església Catòlica l'1% dels seus ingressos mensuals, inscrivint a la parròquia corresponent.
A l'Estat espanyol, les aportacions de l'Estat a l'Església catòlica, establertes per llei, van destinades a la conservació del patrimoni històric-artístic, a l'ensenyament concertat i a les obres socials promogudes per l'Església catòlica, així com a les seves despeses de caràcter purament religiós. A més de les donacions directes dels fidels, la contribució a l'Església Catòlica es realitza a través d'una assignació voluntària en la declaració de la renda del 0,7%. Això suposa uns ingressos de 170 milions d'euros anuals. Aquesta assignació no és estrictament un impost addicional, ja que no suposa per al creient el pagament de més impostos sinó només el dret de decidir si els diners han d'anar a l'Església o a fins socials. Finalment, el finançament de l'Església es completa amb una aportació directa de l'Estat que li reporta aproximadament el 25% dels seus ingressos.
A Mèxic, l'Església Catòlica està totalment separada de l'Estat i no rep aportacions de cap tipus per part d'aquest. Anteriorment, l'església rebia ingressos importants durant l'època colonial, per les seves grans propietats i als diners que li donaven els fidels; cobrava obligatòriament el delme, a més que feia préstecs i cobrava interessos. Això va continuar després de la independència fins que a finals del segle xix, el president Benito Juárez decretar les lleis de reforma. Amb això, el govern va amortitzar els béns del clergat i va separar legalment a l'Església Catòlica de l'Estat, va instaurar el registre civil, i les litúrgies i sagraments de l'església van passar a no tenir valor legal. Actualment, l'església se sosté, únicament, amb les almoines voluntàries dels seus fidels. Edificis i llocs com temples, parròquies, catedrals, monestirs, convents i basíliques, especialment els expropiats per Benito Juárez són patrimoni de la nació i són encarregats a comodat a les associacions religioses. La majoria d'aquests immobles daten de l'època colonial i són d'un gran valor històric i artístic. Com que són propietat de l'estat, l'església no té permís de fer modificacions a aquests edificis, i tot canvi està subjecte a consideració de l'Institut Nacional d'Antropologia i Història. Per la seva banda, els bisbes no tenen jubilació per part de l'Estat i els sacerdots, encara que són reconeguts com a ciutadans mexicans, no tenen ni veu ni vot en les decisions de l'estat.

## Compromís social
L'Església catòlica actualment atén al seu compromís social, missioners religiosos i laics, dones i homes viatgen a diferents països en forma regular realitzant obres socials tant materials com de suport moral i espiritual, l'agrupació catòlica de major presència mundial (per nombre d'obres i nombre d'elements) és Càritas, la qual realitza diferents tasques humanitàries i guia projectes humans, amb presència en els 5 continents. En gairebé totes les diòcesis del món, en els països on li és permès, l'Església Catòlica porta a terme algun tipus d'obra social. La quantitat de Fundacions o Pastorals parroquials d'ajuda és innombrable, i ho abasta pràcticament tot: des d'escoles, dispensaris, centres d'acollida per a nens i gent gran, fins a hospitals, centres de rehabilitació de tota mena, leproseries, etc. Cap a l'any 2000, l'Església administrava 408.637 parròquies i missions, 125.016 escoles primàries i secundàries, 1.046 Universitats, 5853 hospitals, 13.933 centres d'acollida per a gent gran i discapacitats i 74.936 dispensaris, leproseries, infermeries i altres institucions. En total, l'Església és responsable de l'educació de 55.440.887 nens i joves (més de 55 milions), i disposa de 687.282 centres socials a tot el món.
Segons informe del Pontifici Consell per a la Pastoral de la Salut, l'Església Catòlica administra i serveix el 26% dels centres hospitalaris i d'ajuda sanitària existents a tot el món. Compta amb 117.000 centres de salut (hospitals, clíniques, cases d'allotjament per a orfes), 18.000 dispensaris i 512 centres per a l'atenció de persones amb lepra.

## Crítiques

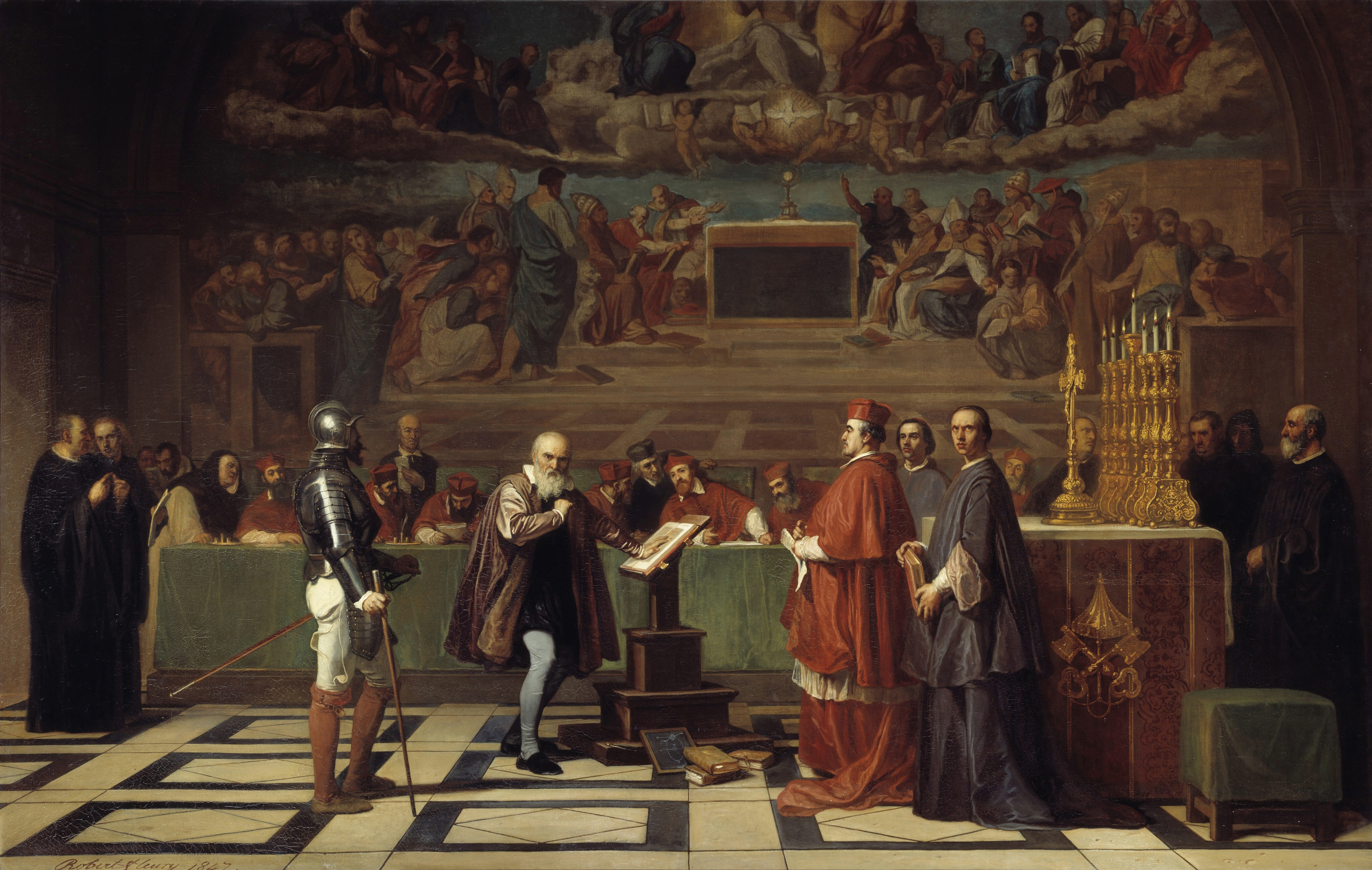
Galileu davant la inquisició

L'Església catòlica ha rebut moltes crítiques al llarg de la seva història, tant des de dins com des de fora d'ella mateixa. Les crítiques es poden dividir en doctrinals i de pràctiques dels seus membres.
- Pràctiques dels seus membres entre elles cal esmentar les crítiques a la Santa Inquisició, tema que segons l'Església Catòlica d'Espanya, ha estat exagerat i falsificat. A aquest tipus pertany l'escàndol de casos d'abús sexual que han donat lloc a condemnes penals i civils en diversos països. També ha rebut crítiques pel suport actiu que alguns membres destacats de la jerarquia catòlica van donar a règims dictatorials (dictadures militars a Amèrica Llatina, règims feixistes a Espanya i Itàlia o la posició negacionista de certs clergues).
- Crítiques en matèria doctrinal: les crítiques pel que fa a la doctrina s'han basat moltes vegades en el fet que l'església catòlica exposa creences, doctrines i conceptes que alguns pensen no estan presents a la Bíblia. A més, es destaca la controvèrsia amb grups protestants al voltant d'alguns llibres bíblics, considerats apòcrifs pels protestants (Entre ells, el llibre de l'Eclesiàstic i Tobit) els quals es troben definits com a part del cànon original de la Bíblia (conegut com a Cànon Alexandrí o Cànon Catòlic), conformant la classificació dels llibres bíblics Deuterocanònics.

## Pederàstia a l'Església catòlica
L'Església catòlica, sacsejada per escàndols sexuals contra nens, està treballant per erradicar la pràctica entre alguns dels seus sacerdots. El 2 de febrer de 1961 el Vaticà va emetre un document, "Instrucció sobre l'acurada selecció i formació de candidats per als estats de perfecció i de les Sagrades Ordres", llevant del sacerdoci a qualsevol persona que tingui "la perversa inclinació a l'homosexualitat o la pederàstia."
Els casos d'abusos sexuals comesos per membres de l'Església catòlica són una sèrie d'acusacions, investigacions, judicis i condemnes de crims d'abusos sexuals contra infants comesos per preveres, monges i membres d'ordes catòlics contra nens i joves.

### Les víctimes
Els nens i joves víctimes dels abusos, alguns des dels 3 anys, i amb la majoria comesos contra nens d'entre 11 i 14 anys. Molts d'aquests casos s'han desenvolupat durant dècades i s'han escolat molts anys des que l'abús es va cometre. Algunes acusacions s'han realitzat també contra membres de la jerarquia de l'Església Catòlica que no informà de les acusacions d'abusos sexuals a les autoritats legals; sinó que es limitaren a traslladar els preveres abusadors a altres parròquies, on els abusos continuaren. Això ha comportat diversos casos de frau, on l'Església ha estat acusada de menystenir les víctimes traslladant deliberadament els preveres acusats d'abusos, en comptes de retirar-los dels seus càrrecs.

### Cobertura mediàtica
Els casos han rebut una atenció significativa dels mitjans arreu del món, especialment al Canadà, a Irlanda i als Estats Units. En resposta a aquesta cobertura mediàtica, membres de la jerarquia de l'Església han afirmat que la cobertura dels mitjans ha estat excessiva i desproporcionada. D'acord amb un estudi del Pew Research Center, la cobertura dels mitjans principalment emanà dels Estats Units el 2002, quan el Boston Globe començà una investigació crítica. Pel 2010 la major part de la informació se centrà en els abusos a Europa. Des de 2001 a 2010, la Santa Seu ha considerat que les acusacions d'abusos sexuals relatives a uns 3.000 preveres poden retrocedir fins a 50 anys, d'acord amb el Promotor de Justícia vaticà. Els casos arreu del món mostren models d'abusos continuats des de molt temps i la cobertura dels informes. Els funcionaris diocesans i acadèmics diuen que els abusos sexuals per part del clergat generalment no es discuteix, i que és difícil de mesurar. A les Filipines, on un 85% de la població és catòlica, les denúncies d'abusos a menors per part de capellans seguí l'informe dels Estats Units el 2002.
La recerca i l'opinió dels experts el 2010 indicà que les proves no senyalaven que els homes pertanyents a l'Església Catòlica fossin més propensos que els altres a cometre abusos, i indicà que la prevalència dels abusos per part de capellans havia caigut significativament en els darrers 20 o 30 anys.